# Richard Chambers
Richard Scott Chambers (født 10. juni 1985 i Coleraine, Nordirland) er en nordirsk roer og dobbelt verdensmester, bror til Peter Chambers.
Chambers vandt en sølvmedalje for Storbritannien i letvægtsfirer ved OL 2012 i London, sammen med sin bror Peter Chambers, Rob Williams og Chris Bartley. Briterne kom ind på andenpladsen i finalen, hvor Sydafrika vandt guld, mens Danmark tog bronzemedaljerne. Han var også med i båden ved både OL 2008 i Beijing, hvor det blev til en 5. plads, og ved OL 2016 i Rio de Janeiro, hvor briterne sluttede på 7. pladsen.
Chambers har desuden vundet to VM-guldmedaljer i letvægtsfirer ved henholdsvis VM 2007 i Tyskland og VM 2010 i New Zealand.

## OL-medaljer
- 2012:  Sølv i letvægtsfirer